# Les morts restent jeunes
Les morts restent jeunes (titre original : Die Toten bleiben jung) est un roman de l'écrivaine allemande Anna Seghers publié en 1949.

## Résumé
En 1918, Erwin, un ouvrier communiste, est assassiné par trois officiers de la Reichswehr. Hans, le fils d'Erwin, est à son tour assassiné à la fin de la Seconde Guerre mondiale. Sa mère et la femme qu'il aime, Emmi, échappent à un bombardement. Emmi attend un enfant de Hans.

## Thème
Selon Brigitte Krulic, Anna Seghers brosse à travers ce roman un tableau de la « germanité » culturelle et politique où se croisent, de 1919 à 1945, les destins de familles emblématiques de la société allemande.
Le roman est construit comme une saga familiale et est inspiré de Guerre et Paix de Tolstoi.
Ce roman marque chez Anna Seghers un changement de ton dans l'écriture, qui devient plus manichéenne et propagandiste, en rapport avec la naissance de la RDA.

## Adaptation cinématographique
- Die Toten bleiben jung (1968), long métrage de 112 minutes de la DEFA, réalisé par Joachim Kunert[3].